# Горячий Ключ (муниципальный округ)

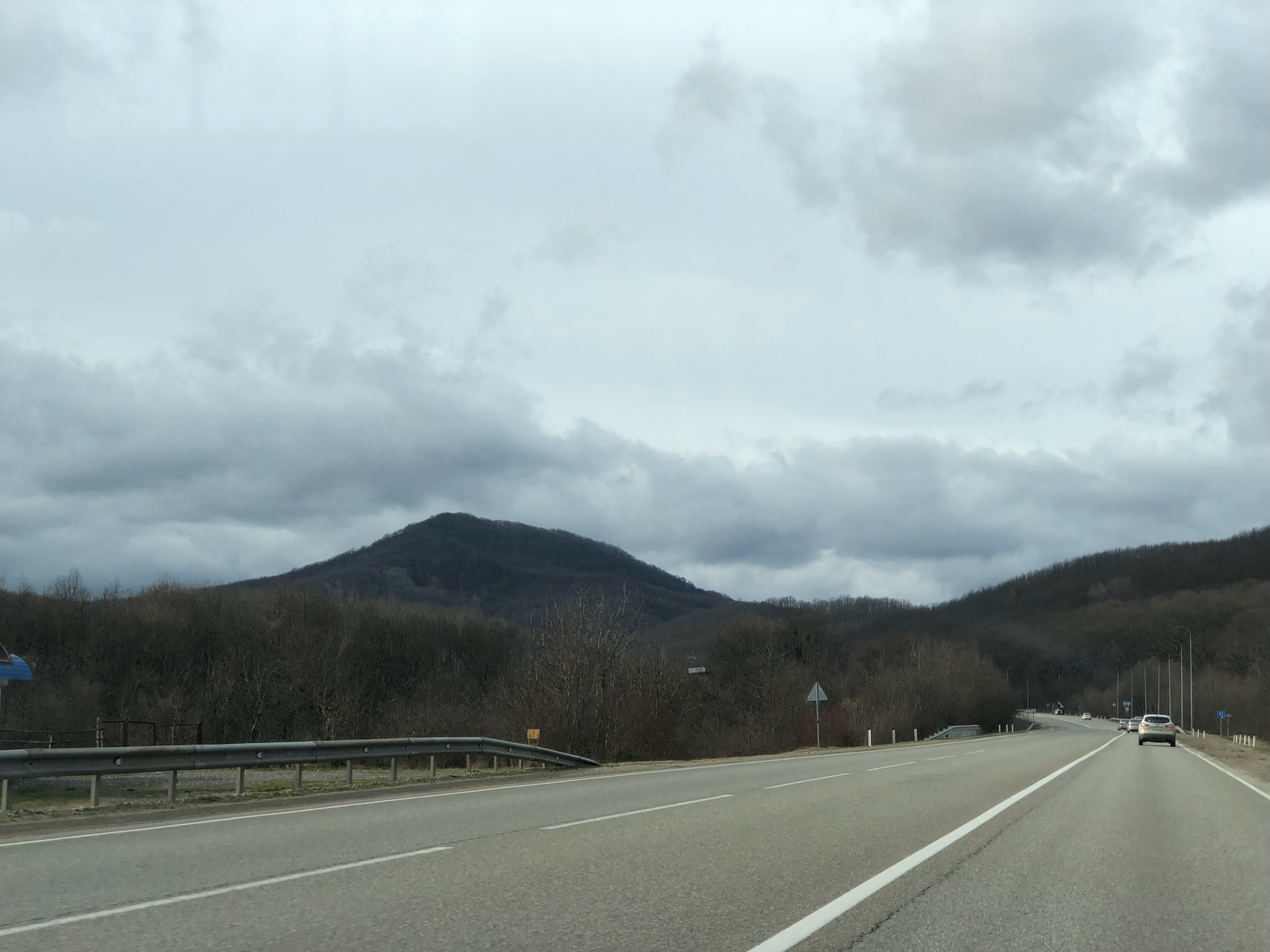
М4 у Горячего Ключа

Муниципальное образование муниципальный округ город Горячий Ключ — муниципальное образование в составе Краснодарского края России, имеет статус муниципального округа. Административный центр — город Горячий Ключ.
Образовано на территории административно-территориальной единицы со статусом, соответствующим категории города краевого подчинения Горячий Ключ.
Город Горячий Ключ как объект административно-территориального устройства Краснодарского края состоит из следующих административно-территориальных единиц: города краевого подчинения Горячий Ключ и подчиненных ему 7 сельских округов, включающих 30 сельских населённых пунктов. Сельские округа как административно-территориальные единицы не являются муниципальными образованиями.

## География
Территория муниципального образования город Горячий Ключ расположена в центральной части Краснодарского края, на северных склонах западной части Главного Кавказского хребта вдоль реки Псекупс. Общая площадь муниципального образования — 1755,6 км². Более 70 % территории покрыто лиственным лесом. В южной части расположен Горяче-Ключевской государственный заказник.

## История
11 февраля 1963 года в Краснодарском крае был упразднён Горячеключевский район, из состава которого Горячеключевский и Кутаисский поселковые советы вошли в состав Апшеронского промышленного района, а все сельсоветы — в состав Белореченского района, затем 13 января 1965 года эти сельсоветы были переподчинены Апшеронскому району.
24 ноября 1965 года Горячий Ключ стал городом, а новообразованному Горячеключевскому горсовету из состава Ключевского сельсовета было переподчинёно село Безымянное.
21 февраля 1975 года город Горячий ключ был выделен из состава Апшеронского района и наделён статусом города краевого подчинения. Одновременно из Апшеронского района Горячеключевскому горсовету были переподчинены близлежащие Бакинский, Имеретинский, Саратовский, Суздальский сельсоветы и Кутаисский поссовет.
В 1990-е годы подчинённые Горячему Ключу сельсоветы и поссовет (сельские администрации) были преобразованы в сельские округа (при этом Кутаис потерял статус рабочего посёлка (пгт) и вновь стал относиться к сельским населённым пунктам).
В результате реформы местного самоуправления на территории города Горячий Ключ с подчиненными городской администрации населёнными пунктами, было образовано муниципальное образование город Горячий Ключ.
27 апреля 2024 года в рамках административно-муниципальной реформы статус муниципального образования был изменён с городского округа на муниципальный округ.

## Население
| 2002    | 2010    | 2011    | 2012    | 2013    | 2014    | 2015    | 2016    | 2017    |
| ------- | ------- | ------- | ------- | ------- | ------- | ------- | ------- | ------- |
| 51 640  | ↗57 289 | ↗57 381 | ↗58 333 | ↗59 300 | ↗60 444 | ↗61 904 | ↗63 615 | ↗65 045 |
| 2018    | 2019    | 2020    | 2021    | 2023    | 2024    | 2025    |         |         |
| ↗66 008 | ↗67 981 | ↗69 702 | ↘66 282 | ↗67 391 | ↗68 485 | ↗68 753 |         |         |

Национальный состав
По итогам переписи населения 2020 года проживали следующие национальности (национальности менее 0,1 % и другое см. в сноске к строке «Другие»):

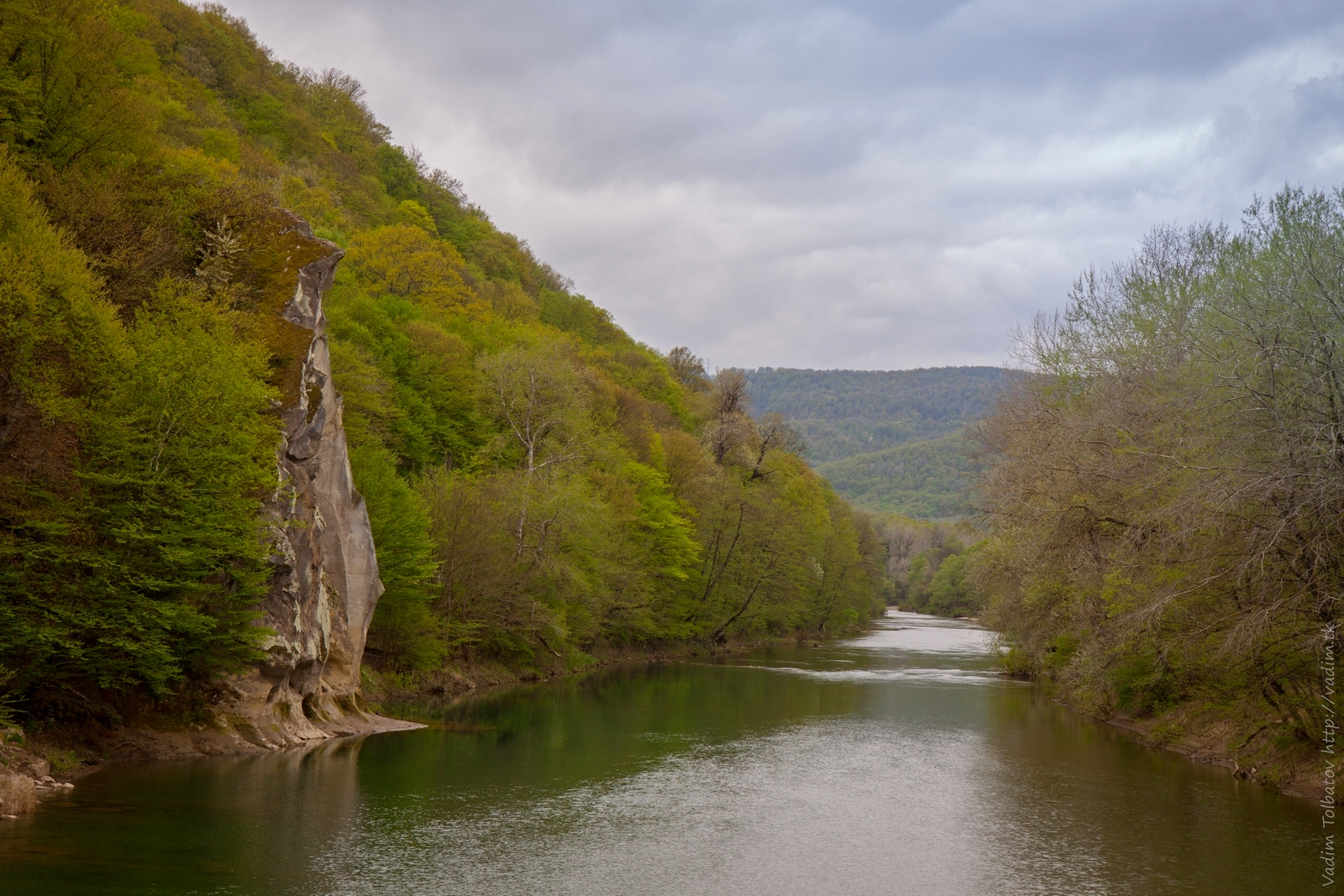
Река Псекупс в окрестностях Горячего Ключа

| Национальность | Численность, чел. | Доля     |
| -------------- | ----------------- | -------- |
| Русские        | 58 655            | 88,49 %  |
| Армяне         | 2567              | 3,87 %   |
| Курды          | 935               | 1,41 %   |
| Украинцы       | 519               | 0,78 %   |
| Татары         | 267               | 0,40 %   |
| Грузины        | 189               | 0,29 %   |
| Адыгейцы       | 152               | 0,23 %   |
| Немцы          | 126               | 0,19 %   |
| Азербайджанцы  | 98                | 0,15 %   |
| Белорусы       | 97                | 0,15 %   |
| Узбеки         | 77                | 0,12 %   |
| Другие         | 2600              | 3,92 %   |
| Итого          | 66 282            | 100,00 % |

## Населённые пункты
В состав муниципального округа и города краевого подчинения Горячий Ключ входит 31 населённый пункт
| №  | Населённый пункт  | Тип населённого пункта        | Население |
| -- | ----------------- | ----------------------------- | --------- |
| 1  | Бакинская         | станица                       | ↗2519     |
| 2  | Безымянное        | село                          | ↗883      |
| 3  | Весёлый           | хутор                         | ↗76       |
| 4  | Горячий Ключ      | город, административный центр | ↗42 634   |
| 5  | Домики            | хутор                         | ↗23       |
| 6  | Имеретинская      | станица                       | ↗1609     |
| 7  | Красный Восток    | хутор                         | ↗78       |
| 8  | Кура-Промысел     | посёлок                       | ↘0        |
| 9  | Кура-Транспортный | посёлок                       | ↗42       |
| 10 | Кура-Цеце         | хутор                         | ↘164      |
| 11 | Кутаис            | посёлок                       | ↗1081     |
| 12 | Кутаисская        | станица                       | ↗324      |
| 13 | Мартанская        | станица                       | ↗1245     |
| 14 | Мирный            | посёлок                       | ↘735      |
| 15 | Молькин           | хутор                         | ↗3303     |
| 16 | Октябрьский       | посёлок                       | ↗237      |
| 17 | Папоротный        | хутор                         | ↗84       |
| 18 | Первомайский      | посёлок                       | ↗2635     |
| 19 | Приреченский      | посёлок                       | ↗1162     |
| 20 | Промысловый       | посёлок                       | ↗25       |
| 21 | Пятигорская       | станица                       | ↗1040     |
| 22 | Саратовская       | станица                       | ↗7083     |
| 23 | Северный          | хутор                         | ↗49       |
| 24 | Солёный           | хутор                         | ↗24       |
| 25 | Сорокин           | хутор                         | ↘22       |
| 26 | Суздальская       | станица                       | ↗1374     |
| 27 | Транспортный      | посёлок                       | ↘103      |
| 28 | Фанагорийское     | село                          | ↗515      |
| 29 | Хребтовое         | село                          | ↘11       |
| 30 | Черноморская      | станица                       | ↗868      |
| 31 | Широкая Балка     | посёлок                       | ↘365      |

Город Горячий Ключ как объект административно-территориального устройства Краснодарского края состоит из города краевого подчинения Горячий Ключ и подчиненных ему 7 сельских округов, которые в свою очередь включают 30 сельских населённых пунктов:
| №     | Название                    | Административный центр | Население, чел. (2010) |
| ----- | --------------------------- | ---------------------- | ---------------------- |
| 1e-06 | город Горячий Ключ          | город Горячий Ключ     | 30 126                 |
| 1     | Бакинский сельский округ    | ст. Бакинская          | 2519                   |
| 2     | Безымянный сельский округ   | п. Мирный              | 3184                   |
| 3     | Имеретинский сельский округ | ст. Имеретинская       | 1609                   |
| 4     | Кутаисский сельский округ   | п. Кутаис              | 2116                   |
| 5     | Саратовский сельский округ  | ст. Саратовская        | 11 211                 |
| 6     | Суздальский сельский округ  | ст. Суздальская        | 2697                   |
| 7     | Черноморский сельский округ | п. Первомайский        | 3827                   |

### Упразднённые населённые пункты
На территории муниципального образования ранее находились также следующие населённые пункты:
- Абхазская (станица)
- Пензенская (станица)
- Хатыпс (расселён в 1957 г в сёла Фанагорийское и Безымянное)

## СМИ
Радио «Вести Горячего Ключа». Деятельность прекращена
Радио «Курорт ФМ», 105,5 Fm. Онлайн-вещание - http://kmbaeefm.internet-radio.online/.
Газета «Горячий Ключ». Сайт - https://gkgazeta.ru/.

## Археология
Палеолитические местонахождения Игнатенков Куток и Сорокин находятся между станицей Саратовской и хутором Сорокин. Культуросодержащий слой местонахождения Игнатенков Куток относится к морской изотопной стадии MIS 9 (~330—290 тыс. л. н.), что соответствует внутририсскому межледниковью среднего плейстоцена. Каменная индустрия местонахождения Игнатенков Куток определяется как ашельская, содержит рубила, пики и другие крупные режущие орудия. Культуросодержащий слой местонахождения Сорокин относится к морской изотопной стадии MIS 7 (~250—200 тыс. л. н.) и синхронен среднеплейстоценовой узунларской террасе/трансгрессии Черного моря. Каменная индустрия местонахождения Сорокин относится к концу раннего палеолита и отличается наличием леваллуазской технологии первичного расщепления и изготовлением двусторонне-обработанных обушковых ножей (кайльмессеров). Сходная каменная индустрия выявлена на Тенгинском местонахождении на левом берегу реки Шапсухо на юго-восточной окраине посёлка Тенгинка.